# Segunda Guerra do Ópio
A Segunda Guerra do Ópio, Segunda Guerra Anglo-Chinesa, Segunda Guerra da China, Guerra do Arrow, ou a expedição anglo-francesa na China, foi uma guerra do Império Britânico e do Segundo Império Francês contra a dinastia Qing da China entre 1856-1860. Esta guerra pode ser vista como uma extensão da Primeira Guerra do Ópio, daí o nome que lhe foi atribuído.

## Tratado de Tianjin
Em 1856, ocorreu uma inspeção chinesa no "Arrow" - um navio chinês com bandeira britânica - , o que foi considerada pelo Império Britânico como uma violação do Tratado de Nanquim. Nesse contexto, o incidente foi utilizado como pretexto para dar início a mais um conflito armado.
No primeiro momento do conflito, forças britânicas tomaram Guangzhou e os Fortes de Dagu, no norte do país, abrindo caminho para um ataque à Pequim.
Realizaram-se negociações que, em 1858, resultaram no Tratado de Tianjin, que permitiu a abertura de uma embaixada permanente do Império Britânico em Pequim e a navegação estrangeira pelo Rio Yangtzé, abrindo-se onze novos portos ao comércio com países ocidentais. O tratado  também garantia proteção aos chineses convertidos ao cristianismo e à atividade de  missionários cristãos. Tais vantagens foram estendidas também aos franceses e aos norte-americanos, com base na Cláusula de Nação Mais Favorecida. Além disso, a China renunciava ao emprego do termo "bárbaro" para se referir aos ocidentais.

## Convenção de Pequim
Em maio de 1859, o Império Britânico enviou Frederick Bruce para instalar a embaixada em Pequim, no entanto encontrou o rio, em frente aos Fortes de Dagu, bloqueado com correntes e estacas de ferro e foi atacado por forças chinesas enquanto tentava remover os obstáculos. Bruce foi forçado a recuar, na batalha vencida pelos chineses.
Como resposta, em 1860, o Lord Palmerston enviou o Lord Elgin para liderar uma expedição conjunta de britânicos e franceses para tomar Pequim. Após tomar a cidade, Elgin ordenou o incêndio do Palácio de Verão do Imperador Xianfeng, que destruiu inestimáveis tesouros artísticos.
Naquela época, apenas o Império Russo contava com uma representação permanente em Pequim, que, mais precisamente era uma missão eclesiástica, instalada há cerca de 150 anos.
O Império Russo tinha interesse em anexar territórios que eram considerados pela China como "domínios exteriores" (partes da Manchúria, Mongólia e Xinjiang), e naquele contexto de fraqueza da China, enviou o Conde Nikolai Ignatieff a Pequim, que conseguiu convencer a corte chinesa de que o Império Russo seria capaz de assegurar a retirada das potências ocidentais de Pequim. Por outro lado, Nikolai apresentou o Império Russo como elemento importante para assegurar que os chineses cumpririam o tratado que permitia a instalação de embaixadas em Pequim.
Em troca da mediação, que, em 1860, resultou na assinatura da Convenção de Pequim com o Reino Unido, a França e a Rússia, o Império Russo recebeu a desistência chinesa em reclamar soberania sobre 900 mil Km2 que eram objeto de disputa na Manchúria Exterior, incluindo parte da costa do Oceano Pacífico que inclui a cidade hoje conhecida como Vladivostok, além da permissão para abertura de consulados e para praticar comercio em Ulan Bator, na época conhecida como Urga, e em Kashgar, por sua vez, o Império Britânico também obteve mandato sobre Kowloon, um território adjacente a Hong Kong.
Diante da humilhação, o Imperador da China se retirou de Pequim, e seu meio-irmão, o Príncipe Gong assumiu o governo de fato.